# ماراتن کوالالامپور

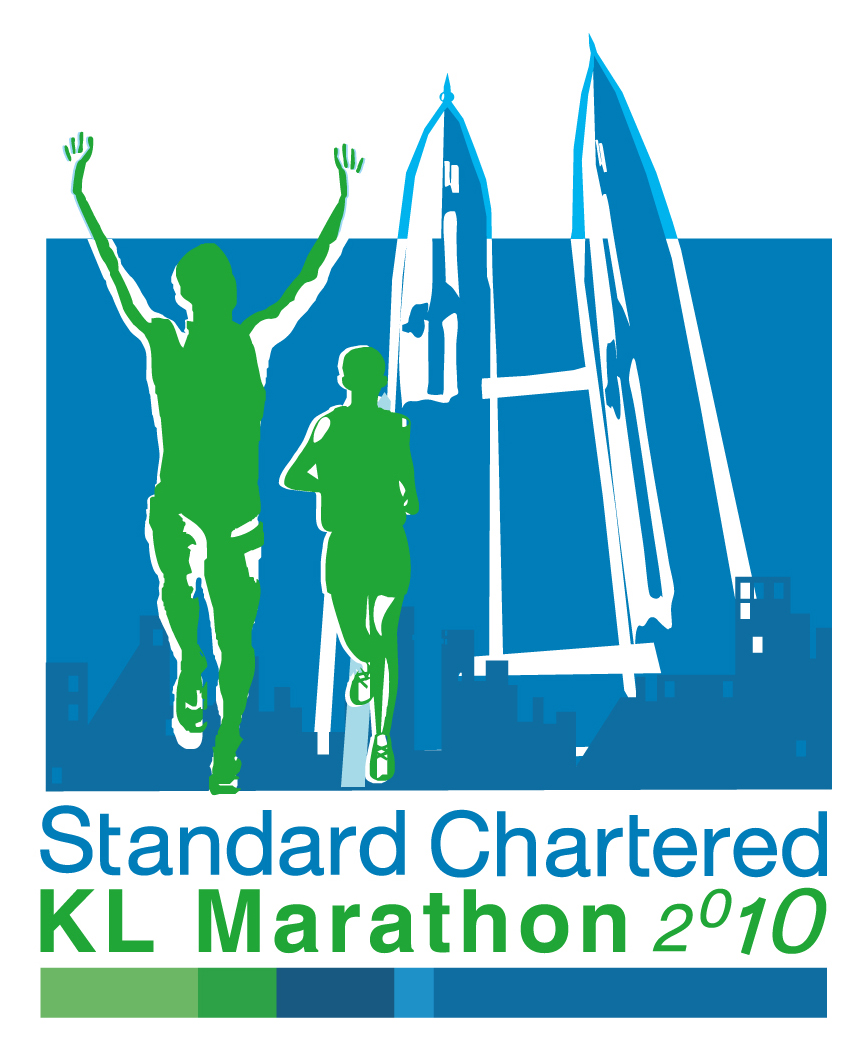
نشان‌وارهٔ رسمی ماراتن کوالالامپور در سال ۲۰۱۰

ماراتن کوالالامپور (انگلیسی: Kuala Lumpur Marathon) یا به عبارت بهتر دوی مارتن کی‌ال رویداد ماراتن سالانه ای است که در کوالا لامپور، مالزی برگزار می‌گردد. شروع این رویداد در سال ۱۹۸۹ بود. این رویداد توسط اتحادیه دو و میدانی آماتور مالزی (کوته‌نوشت به انگلیسی: MAAU)، انجمن دو و میدانی آماتور قلمرو فدرال (کوته‌نوشت به انگلیسی: FTAAA) و سیتی‌هال کوالالامپور حمایت می‌شود. در بیست وششمین دورهٔ برگزاری ماراتن در سال ۲۰۱۷، نزدیک به ۳۶٬۰۰۰ دونده در این رویداد شرکت کردند.
در حال حاضر بانک استاندارد چارترد، حامی مالی اصلی این رویداد است و از سال ۲۰۰۹ این رویداد را تحت علامت تجاری ماراتن استاندارد چارترد کی‌ال مطرح کرده‌است.